# Julio Jorge Nelson
Julio Isaac Rosofsky, más conocido por su seudónimo "Julio Jorge Nelson" (Buenos Aires, 27 de abril de 1913 - 6 de marzo de 1976), fue un argentino letrista y comentarista de tangos, actor y conductor de ciclos radiales y televisivos.
Fue contemporáneo y gran admirador de Carlos Gardel, y en alusión a este gran cantor, creó las frases, aún en vigencia, "cada día canta mejor" y "el bronces que sonríe". Entre sus letras de tango se destaca "Margarita Gauthier", que ha sido interpretada por famosos cantores.

## Biografía
Hijo de un zapatero, se crio en una familia judía en el barrio porteño de Villa Crespo, en Triunvirato 225 (hoy Corrientes 4943), frente al teatro Florencio Sánchez. Desde niño lo atrajo el ambiente teatral y el incipiente mundo de la radio: a los catorce años resolvió no estudiar más, lo que le valió ser echado a la calle por el padre. Trabajó en la compañía de Angelina Pagano junto a Rosa Rosen, Marcos Zucker e Irma Córdoba. En los cafés vio que las orquestas no tenían quién le anunciase al público los temas, y el decidió que podría haber un lugar para su verba.
La vinculación de su destino con el de Gardel comenzó en 1933 cuando, por única vez, presentó como "speaker" una actuación del artista en el Teatro Nacional. En 1934 empezó a emitir por radio Buenos Aires el programa Escuche esta noche a Gardel, que intentaba mantener vivo el interés del público por el cantor, ausente del país desde el año anterior. El ambiente del tango lo conoció también como "La Viuda de Gardel" debido a que convirtió en culto el recuerdo del cantor Carlos Gardel, del cual decía que "cada día canta mejor" (frase que aún hoy perdura).
El 24 de junio de 1935, la noticia del accidente de Gardel en Medellín lo sorprendió en el café "Los 36 Billares", traída por Francisco Canaro y José Razzano. Poco después comenzó a difundir una audición, "El bronce que sonríe", totalmente consagrada a Gardel, por LS10 Radio Callao, programa que a partir de 1944, se mudó a Radio Mitre. Cada emisión diaria se iniciaba con la frase: "A través del tiempo y la distancia perdura su nombre como el más auténtico símbolo de nuestro arte menor. Carlos Gardel, el bronce que sonríe"..
Otra audición diaria que le dio gran popularidad fue El éxito de cada orquesta, que creó en Radio Callao (emisora en la que además dirigió La Pandilla Corazón) para transferir luego a Mitre y finalmente a Radio Rivadavia.
En 1936, se casó con Margarita Ibarrola Isaurralde, pero se separaron en 1945, dejando a su hijo de 7 años, Julio Carlos, con los abuelos paternos. Julio se casó entonces en 1951 con Susana Carballo una cantante de tangos conocida como Susana Ocampo, de la cual se separó luego de un año y medio, pero sin formalizar el divorcio y tras la muerte de Julio, Susana se presentó como heredera.
En 1972, Julio fue a vivir con su hijo, luego de haber sufrido dos infartos. Pocas semanas antes de morir (el 6 de marzo de 1976) dejó la casa de su hijo para instalarse en el Hotel Wilton, cerca de donde entonces estaba la radio. Pero el 2 de marzo le sobrevino un nuevo infarto, del que ya no pudo recobrarse. Estaba internado en el Anchorena.
Como letrista firmó varios tangos de cierta difusión, pero su gran éxito fue “Margarita Gauthier”, con música de Joaquín Mora. Este tango fue grabado por Alberto Gómez en 1935, pero se impuso a partir de la versión de Miguel Caló con Raúl Berón, en 1942, a la que siguió la de Aníbal Troilo con Fiorentino, en 1943. Entre las diversas interpretaciones posteriores pueden destacarse la de Osmar Maderna con Pedro Dátila, en 1947, y, tras la muerte de Maderna, la puramente instrumental de la Orquesta Símbolo, dirigida por Aquiles Roggero, y las de Astor Piazzolla: con Roberto Yanés, en 1964 y en solo de bandoneón en 1971.Dado el antisemitsmo que caracterizó el régimen ultra católico de Eduardo Lonardi sería vetado de las radios por cuatro años hasta la caída del régimen de Aramburu.
Fue autor también de los tangos “Carriego”, “Óyeme, mamá”, “Qué será de ti”, “No debemos retornar”, “Nocturno de tango”, “La casa vacía”, “Escuchando tu voz”, “Al volverte a ver”, “Junto al piano”, “Cuento azul” y “Derrotao” (sic), entre otros. No formó un binomio creador con ningún compositor en particular, firmando sus tangos con músicos tan diversos como el ya mencionado Mora, Armando Baliotti, Roberto Nievas Blanco, José García, Miguel Nijensohn y Marcos Larrosa, entre otros. Tuvo además dos incursiones en el cine, en las películas Carlos Gardel, historia de un ídolo y Soy del Tiempo de Gardel.
La plazoleta situada en la intersección de las calles Virrey Avilés y Elcano, en el barrio de Colegiales, fue denominada con su nombre en 1991.